# Чистец терекский
Чистец терекский (лат. Stáchys spectabilis) — вид многолетних травянистых растений рода Чистец (Stachys) семейства Яснотковые (Lamiaceae).

## Распространение и экология
Распространён в предгорьях Кавказа. Эндемик.
Растёт на лугах лесного и субальпийского пояса.

## Ботаническое описание
Стебли простые, слегка изогнутые, в верхней части иногда ветвистые, высотой 35—75 см.
Прикорневые листья яйцевидно-ланцетные, длиной 10—20 см, шириной 4—8 см; нижние стеблевые схожие, уменьшенные, верхние — почти яйцевидные, все городчато-зубчатые; нижние прицветные листья пильчатые, длиннее мутовок, верхушечные — цельнокрайные, равны мутовкам; прикорневые листья на черешках длиной 6—19 см, нижние — на более коротких черешках, верхние — сидячие.
Соцветие образует длинный колос, у основания из отставленных мутовок, вверху — сближенных; прицветники линейно-ланцетные, равны или короче чашечки; зубцы чашечки яйцевидно-треугольные, коротко заострённые, неодинаковой длины; венчик пурпурный, верхняя губа широкоовальная, нижняя — трёхлопастная.
Орешки широкояйцевидные, наверху притупленные, голые.

## Классификация

### Таксономия
Вид Чистец терекский входит в род Чистец (Stachys) подсемейства Яснотковые (Lamioideae) семейства Яснотковые (Lamiaceae) порядка Ясноткоцветные (Lamiales).
|  |                                      |  |                                                             |                                                             |                      |  | ещё около 20 семейств (согласно Системе APG II) | ещё около 20 семейств (согласно Системе APG II) |                         |  |  |  | ещё около 35 родов  | ещё около 35 родов   |  |  |
|  |                                      |  |                                                             |                                                             |                      |  | ещё около 20 семейств (согласно Системе APG II) | ещё около 20 семейств (согласно Системе APG II) |                         |  |  |  | ещё около 35 родов  | ещё около 35 родов   |  |  |
|  |                                      |  |                                                             | порядок Ясноткоцветные                                      |                      |  |                                                 |                                                 | подсемейство Яснотковые |  |  |  |                     | вид Чистец терекский |  |  |
|  |                                      |  |                                                             | порядок Ясноткоцветные                                      |                      |  |                                                 |                                                 | подсемейство Яснотковые |  |  |  |                     | вид Чистец терекский |  |  |
|  | отдел Цветковые, или Покрытосеменные |  |                                                             |                                                             | семейство Яснотковые |  |                                                 |                                                 | род Чистец              |  |  |  |                     |                      |  |  |
|  | отдел Цветковые, или Покрытосеменные |  |                                                             |                                                             |                      |  |                                                 |                                                 |                         |  |  |  |                     |                      |  |  |
|  |                                      |  | ещё 44 порядка цветковых растений (согласно Системе APG II) | ещё 44 порядка цветковых растений (согласно Системе APG II) |                      |  |                                                 | ещё 7 подсемейств                               | ещё 7 подсемейств       |  |  |  | ещё более 300 видов |                      |  |  |
|  |                                      |  |                                                             | ещё 44 порядка цветковых растений (согласно Системе APG II) |                      |  |                                                 |                                                 | ещё 7 подсемейств       |  |  |  |                     |                      |  |  |